# CMA CGM
A CMA CGM S.A. é uma empresa francesa de transporte marítimo e conteinerização sediada em Marselha.

## História

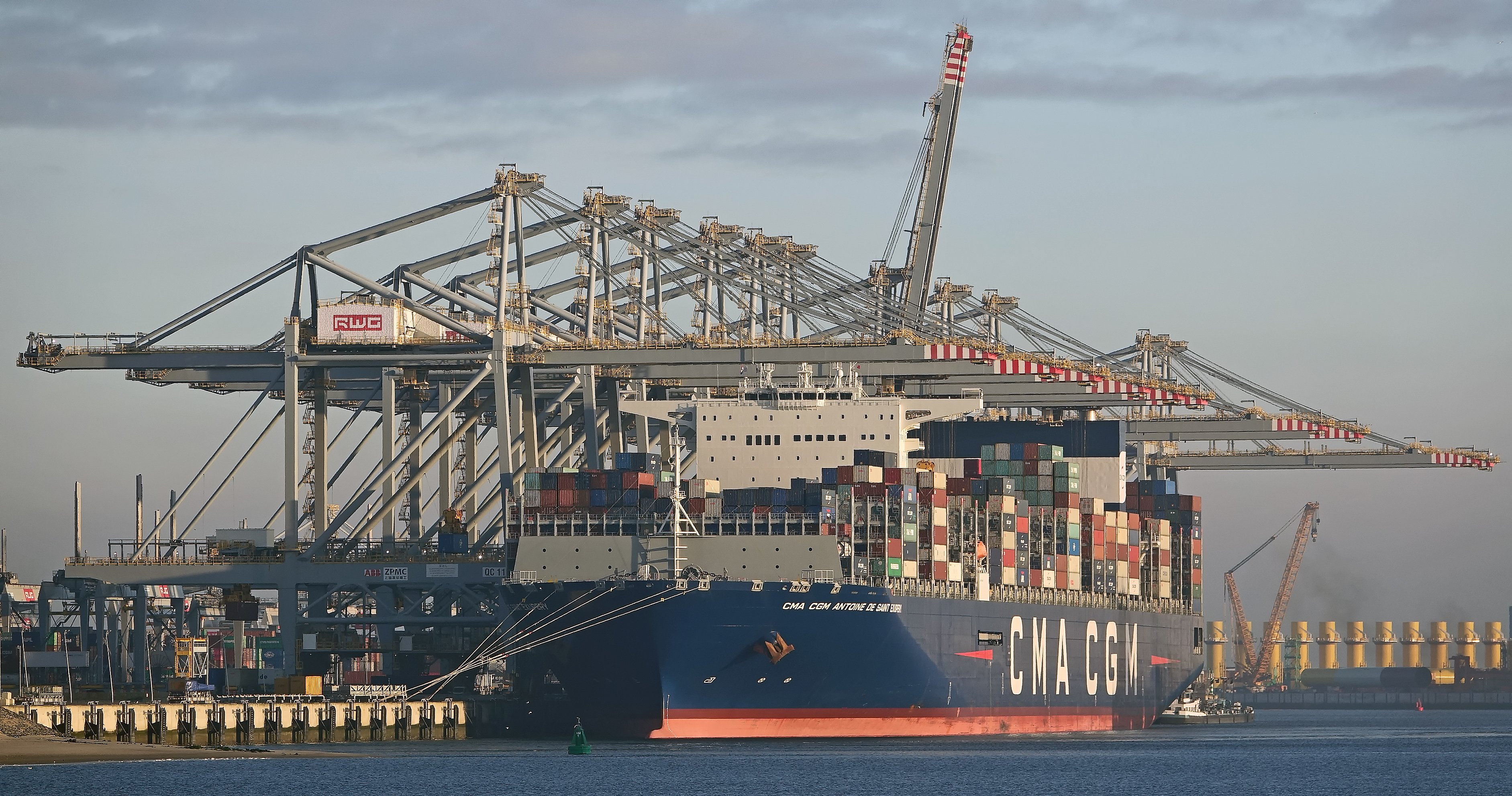
Navio porta-container CMA CGM Antoine de Saint Exupery

Ela foi fundada em 1996 a partir da fusão da Compagnie Maritime d'Affrètement com a Compagnie Générale Maritime. A CMA CGM é a terceira maior empresa mundial de seu ramo, navegando por mais de duzentas rotas entre 420 portos em 150 países.